# Dong Fang Zhi Xing
Die Dong Fang Zhi Xing (chinesisch 东方之星, Pinyin Dōng Fāng Zhī Xīng, deutsch etwa Stern des Ostens) ist ein 1994 gebautes Flusskreuzfahrtschiff der Chongqing Eastern Shipping Corporation in China. Das Schiff wurde seit der Indienststellung für Flusskreuzfahrten auf dem Jangtsekiang zwischen Nanjing und Chongqing eingesetzt.

## Havarie 2015
Am 1. Juni 2015 wurde das Schiff laut den Angaben des Kapitäns von einem Tornado getroffen und kenterte gegen 21:28 Uhr Ortszeit innerhalb von zwei Minuten. Zu den wenigen Menschen, die sich retten konnten, zählten der Kapitän und der Leitende Ingenieur. Der Kapitän wurde von der Polizei im Zusammenhang mit den Umständen des Untergangs vernommen. Es sollte die von Angehörigen aufgebrachte Frage geklärt werden, warum das Schiff den Anker hob, obwohl kurz zuvor eine Wetterwarnung veröffentlicht worden war.
Das Schiff trieb nach dem Kentern noch etwa drei Kilometer weiter, was auf Luftblasen im Rumpf hindeutet, ehe es bei Damazhou (im Kreis Jianli der Provinz Hubei) in Ufernähe auf dem Boden des Flusses aufsetzte.
Es befanden sich nach endgültigen offiziellen Angaben 454 Menschen an Bord, darunter 403 chinesische Passagiere, fünf Mitarbeiter von Reisebüros und 46 Besatzungsmitglieder. In ersten Berichten war von 458 Menschen an Bord des Schiffes die Rede gewesen, doch wurde diese Zahl später zunächst auf 456 nach unten korrigiert.
Die Wassertiefe an der Position des gesunkenen Wracks beträgt etwa 18 Meter. Kiel und Schiffsschraube des Schiffs ragten noch aus dem Wasser. Rettungskräfte vernahmen Klopfzeichen von Überlebenden aus dem Schiffsrumpf. Ein Passagier konnte durch Aufschneiden des Rumpfes gerettet werden. Eine weitere Passagierin wurde von Tauchern mit einem Atemgerät ausgestattet und herausgebracht. In den beiden Tagen nach dem Unglück wurden die insgesamt 12 Überlebenden gefunden, wobei in den Medien hier zunächst von 14 Überlebenden die Rede gewesen war.
Am 5. Juni wurde das Schiffswrack zunächst umgedreht und danach von drei Schwimmkränen aus dem Wasser gehoben. Aus dem Schiffsrumpf konnte eine dreistellige Zahl von Leichen geborgen werden. Bis zum 10. Juni konnten insgesamt 434 Opfer geborgen werden. Das Wrack war, nachdem es durchsucht worden war, 50 Meter von der Unfallstelle verlegt worden, um Tauchern die Möglichkeit zu geben, auf dem Grund des Flusses nach den noch nicht aufgefundenen Opfern zu suchen. Diese Suche blieb erfolglos. Die Suche wurde auf den gesamten Lauf des Flusses bis Shanghai ausgeweitet. Am 12. Juni 2015 konnte, wie die Behörden erklärten, das letzte bis dahin vermisste Opfer geborgen werden.
Am 10. Juni wurde das Wrack in ruhigere Gewässer zehn Kilometer flussaufwärts von der Unglücksstelle transportiert, um einem befürchteten Auseinanderbrechen durch die Verlegung entgegenzuwirken.
Der Untergang zählt nach dem Untergang der Kiang Ya im Jahr 1948 und dem Fährunglück der Fähre Dashun 1999 zu den schwersten Schiffsunglücken Chinas.

## Untersuchung zu Hergang und Ursachen des Unglücks
Die Untersuchung zum Hergang des Unglücks und seinen Ursachen wurde im Dezember 2015 abgeschlossen. Der offizielle Bericht stellt fest, dass es keinen Tornado, wie oft vermutet gegeben habe, sondern nur Wind mit den Windstärken 12 bis 13 Beaufort mit heftigem Regen an der Unglücksstelle gegeben habe. Dieses außergewöhnliche Wetter wurde zur Unfallursache erklärt. Da sich das Schiff circa 50 Kilometer von der nächsten Wetterradarstation entfernt befand, konnte es keine Warnung über das Wetter, die in diesem Falle herausgegeben wird, empfangen.
Der Umbau des Schiffes zu einem Kreuzfahrtschiff 1997 und die weiteren Änderungen 2004 waren alle im Rahmen der gesetzlichen Vorschriften. Das Schiff hatte allerdings in Folge der Umbauten eine geringere Stabilität gegen Windeinflüsse. Der Wind war mehr als doppelt so stark, wie ihn das Schiff nach seinen Veränderungen hätte tolerieren können.  Es wurde kritisiert, dass der Schiffseigner Ballasttanks verändert hatte, ohne die Behörden um die erforderliche anschließende Inspektion zu ersuchen. Der Zustand des Schiffes wurde vom Eigner auch nicht in hinreichendem Maße überwacht, stellte die Untersuchung fest, doch wurde dabei auch auf die Vernachlässigung der Aufsicht durch verschiedene Behörden kritisiert.
Es wurde festgestellt, dass der Kapitän und seine Mannschaft nicht ausreichend für das Verhalten in ungünstigem Wetter vorbereitet worden waren. Es wurde aber kein Wendemanöver angesichts des Wetters vollzogen, wie vermutet worden war, und auch war das Schiff nicht zu schnell beim Zeitpunkt des Unglücks. Der überlebende Kapitän wurde von dem Vorwurf freigesprochen, sein Schiff vorzeitig verlassen zu haben. Es wurde aber empfohlen, ihm sein Kapitänspatent zu entziehen, über eine mögliche strafbare Handlung sollte jedoch ein Gericht entscheiden. Insgesamt 43 Personen sollen sich nach Empfehlung der Untersuchungskommission im Zusammenhang mit dem Unglück vor Gericht verantworten, da ihnen Verfehlungen im alltäglichen wie auch grundsätzlichen Management des Schiffes vorzuwerfen seien.